# Medetera pallens
Medetera pallens är en tvåvingeart som beskrevs av Negrobov 1967. Medetera pallens ingår i släktet Medetera och familjen styltflugor. Inga underarter finns listade i Catalogue of Life.